# 韓庚
韓 庚（ハンギョン、ハン・グン、1984年2月9日 - ）は、中国出身の歌手、俳優。韓国の男性アイドルグループ、SUPER JUNIORのメンバーとして2005年にデビューして活動した。2008年に中国のテレビドラマ『青春のステージ』（原題：青春舞台）に出演して俳優としての活動を始めた。2009年12月にSUPER JUNIORを擁する韓国のSMエンタテインメントに対して専属契約効力不存在確認の訴訟を起こして、その後中国を中心に主に俳優として活動している。日本ではハンギョンと表記されることが多い。中国語読みによる日本語表記ではハン・グンとされる。

## 人物
- ニックネーム:ハン様、13億の奇跡
- 身長181cm、体重66kg。B型。中国黒竜江省出身で、少数民族であるホジェン族。中央民族大学舞踏学院民族舞踏専攻卒業。
- 家族構成：父・母
- 所有行星 :Angelic Hangeng
- 2年で韓国語を覚え、ほぼ完璧に喋る事が出来る。しかし、メンバーが喧嘩しているときや、自分が不利な状況の時は分からないふりをする。
- 2001年、中国オーディション「H.O.T china」で3,000人のうちの1人選ばれたメンバー。中国舞踊家になりたかったらしいが、友達に誘われ一緒に中国オーディション「H.O.T china」に受けたら、メンバーに選ばれた。
- 2008年北京オリンピックの中国聖火ランナーをした。これは男性アイドルで初めてだった。
- 現在は中国を中心に活動している（KBSとの契約は終了、歌番組やコンサートにも出演が可能になった）。現在中国でソロ「韓庚」として活動していて、2010年7月17日・18日に北京でソロライブを行い、8月14日・15日には台北でファンミーティングを行った。その他にも映画『大武生』等への出演が決定している。
- 2011年12月21日、所属事務所SMエンタテインメントを相手に起こした専属契約効力の不存在確認訴訟に関して、原告勝訴の判決を下した。2012年現在では、生まれ故郷の中国で活躍している。SUPER JUNIOR 05デビュー後、韓国の法律などで、しばらくの間仮面をつけてステージに立っていた（一度、大丈夫だから、とヒチョルに仮面を取られたことがある。その時は、中国に帰る覚悟もしていたらしい）。
- SUPER JUNIOR-Mのメンバーでもある（リーダー）。
- ヒチョルとはとても仲がいい。所属事務所SMエンタテインメントを相手に起こした専属契約効力の不存在確認訴訟にたいして、仲が良かったヒチョルが一番ショックを受けていたらしい。

## 活動

### SUPER JUNIOR-M
ハンギョン、ドンヘ、シウォン、リョウク、キュヒョンに加え、中国人のヘンリー、チョウミの計7人で活動。太完美から、ウニョク、ソンミンが参加している。リーダーは最初ハンギョンだったが、その後チョウミがリーダーになった。
作品リストはSUPER JUNIOR-Mを参照。

### MV
- チャン・リーイン feat.東方神起 シアジュンス「Timeless」（2006年）

### 映画
- 『花美男連続ボム事件』（2007年）[7][10]
- 『赤い星の生まれ（中国語版）』（2010年、『建党伟业』）
- 『第一大總統』（2011年、『國父 孫中山』）主演[10]
- 『マイ・キングダム（中国語版）』（2011年、『大武生』[4]）[7]主演[10]
- 『快楽到家』（2013年）助演[10]
- 『So Young〜過ぎ去りし青春に捧ぐ〜』[7]（2013年、『致我們終将逝去的青春』[4]）主演[10]
- 『前任攻略』[4]（2014年）主演[10]
- 『有一天』（2014年）主演[10]
- 『トランスフォーマー/ロストエイジ』（2014年）助演[10]
- 『タイガー・マウンテン〜雪原の死闘〜（中国語版）』（2014年、『智取威虎山』）[7]主演[10]
- 『万物生長』（2015年、Ever Since We Love）主演[10]
- 『すれちがう青春（中国語版）』（2016年、『夏有喬木雅望天堂』）[7]主演[10] 2016東京・中国映画週間で上映
- 『大話西游 3』（2016年）主演[10]
- 『ワンス・アポン・ア・タイム・イン・上海』（2016年、『罗曼蒂克消亡史』）
- 『尋找羅麦』（2018年、Looking for Rohmer, Seek McCartney）[4]主演[10]
- 『サイバー・ミッション（中国語版）』（2018年、『解碼遊戲』）[7]主演[10]
- 『前任3：再見前任』（2018年、The Ex-File: The Return of the Exes）[4]主演[10]
- 『大偵探霍桑』（2018年）主演[10]
- 『聞煙』（2019年）[11]
- 『我們永不言棄』（2019年）主演[10]
- 『映画 真・三國無双』（2021年、『真・三國無雙』）[7]主演[10]

### テレビドラマ
- 『青春のステージ（英語版）』（2008年、『青春舞台』[4]）[5]主演 夏磊（シア・レイ）役[12]
- 『屌絲男士4』（2015年）[13]
- 『還没愛夠』（2020年）[14]
- 『絆の交差点〜Crossroad Bistro〜（中国語版）』（2021年、『北轍南轅』）[15]

## 主な受賞歴
- 中国少数民族舞踊大会2位[16]
- 2010年、NMH中国大陸最人気歌手賞[16]
- 2011年、華鼎賞（中国語版） 期待の俳優賞[16]
- 2011年、第11回音楽風雲榜（中国語版） 最人気歌手賞[16]
- 2012年、第12回音楽風雲榜 最人気歌手賞[17]
- 2012年、MTVヨーロッパ・ミュージック・アワード ワールドワイド芸能人賞[16][18]
- 2013年、第13回音楽風雲榜 最人気歌手賞[19]
- 2013年、第26回ニコロデオン・キッズ・チョイス・アワード いちばん好きなアジアの芸能人 (Favorite Asian Act)[16][18]